# Jean-François Marande
Jean-François Marande est un homme politique français né le 28 août 1799 à Barr (Bas-Rhin) et décédé le 8 février 1854 à Colmar (Haut-Rhin).

## Biographie
Conseiller à la cour d'appel de Colmar, il est député du Haut-Rhin de 1845 à 1846, siégeant dans la majorité soutenant la Monarchie de Juillet.
Il est le gendre de Jean-Charles Magnier-Grandprez.

## Sources
- « Jean-François Marande », dans Adolphe Robert et Gaston Cougny, Dictionnaire des parlementaires français, Edgar Bourloton, 1889-1891 [détail de l’édition]